# Aki Riihilahti
Aki Riihilahti   (Hèlsinki, 9 de setembre de 1976) és un exfutbolista finlandès de la dècada de 2000.
Fou 69 cops internacional amb la selecció finlandesa.
Pel que fa a clubs, destacà a HJK, Vålerenga I.F., Crystal Palace, 1. FC Kaiserslautern i Djurgårdens IF.